# Handley Page Hampden
De Handley Page Hampden is een Britse middelzware bommenwerper die in de Tweede Wereldoorlog door de RAF werd gebruikt. De Hampden was, samen met de Whitley en Wellington bommenwerpers, betrokken bij de eerste aanvallen op Duitsland. Het prototype van de Hampden voerde zijn eerste vlucht uit op 21 juni 1936. Er zijn ongeveer 1500 exemplaren van dit toestel gebouwd.

## Operationele geschiedenis
De eerste aanvallen met Hampdens werden op 4 september 1939 uitgevoerd met als doelwit de Duitse vloot. Geen van de afgeworpen bommen trof doel.
De Hampden was een goed manoeuvreerbaar vliegtuig, maar bleek onvoldoende bewapening te hebben om ingezet te worden bij dagoperaties. Daarom werd na 18 december 1939 besloten dit vliegtuig voortaan als nachtbommenwerper in te zetten. Een van de meest bekende missies met de Hampden was de aanval op het Dortmund-Eemskanaal bij Münster op 12 augustus 1940. In de nacht van 25 op 26 augustus 1940 namen de toestellen deel aan het eerste massale bombardement op Berlijn.
De Hampdens werden in 1942 teruggetrokken uit dienst van het Bomber Command. Hierna werden de toestellen door het Coastal Command van de RAF gebruikt als torpedobommenwerper en verkenningsvliegtuig.